# 598719 Alegalli
598719 Alegalli este o planetă minoră (asteroid) din centura de asteroizi. A fost descoperită pe 9 iulie 2002 la  de . 
Obiectul prezintă o orbită caracterizată de o semiaxă mare de 2,6983334868833 UAi, o excentricitate de 0,066626003944911, o înclinație de 6,4043674932959 ° în raport cu ecliptica.